# Jambaraghatta, Bhadravati
Jambaraghatta là một làng thuộc tehsil Bhadravati, huyện Shimoga, bang Karnataka, Ấn Độ.